# Quino

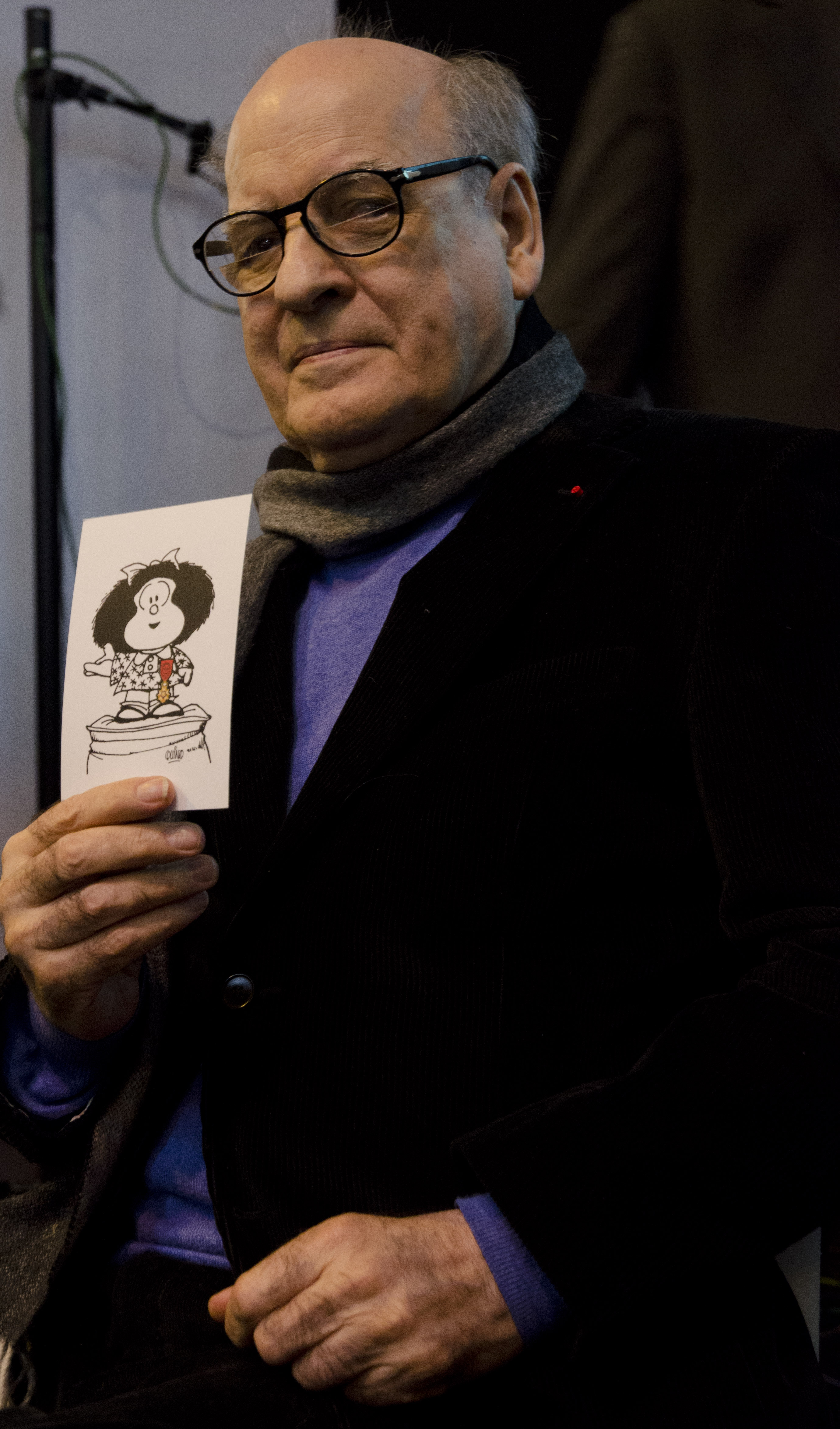
Quino mit einer Zeichnung von Mafalda, 2014

Quino (* 17. Juli 1932 in Mendoza als Joaquín Salvador Lavado Tejón; † 30. September 2020 ebenda) war ein argentinischer Cartoonist. Er wurde durch die von ihm geschaffene Comicfigur Mafalda berühmt.

## Leben und Werk
Joaquín Salvador Lavado war der Sohn andalusischer Einwanderer. Als Kind wurde er von allen „Quino“ gerufen. Von 1945 bis 1948 besuchte er die Kunstschule Escuela de Bellas Artes in seiner Heimatstadt. Nachdem er seinen Wehrdienst abgeleistet hatte, zog er nach Buenos Aires. 1954 erschienen seine ersten Comicstrips in der Wochenzeitung Esto Es. Viele seiner Cartoons sind gesellschaftskritisch angelegt. Ein beliebtes Thema von Quino war „der kleine Mann“, der den Widrigkeiten des Alltags trotzen will, aber dabei scheitert. Zwischen 1964 und 1973 zeichnete er seine bekannteste Figur Mafalda für verschiedene Zeitungen.
Nach dem Militärputsch 1976 verließ er sein Heimatland und zog mit seiner Frau, Alicia Colombo, nach Mailand. Nach dem Ende der Militärdiktatur kehrte er 1983 nach Argentinien zurück. Anfang November 2013 erklärte er, dass er wegen seiner nachlassenden Sehkraft nicht mehr zeichnen könne.

## Auszeichnungen
Quino zeichnete für das Kinderhilfswerk UNICEF zur Kampagne für die Rechte der Kinder eine Extraausgabe von Mafalda und wurde hierfür 1978 mit einem Preis beim Salone Internazionale dell’Umorismo in Bordighera ausgezeichnet. 1988 erhielt er für die Mafalda-Reihe den Max-und-Moritz-Preis des Internationalen Comicsalons Erlangen in der Kategorie Bester ausländischer Comicstrip. 2014 wurde er mit dem Prinz-von-Asturien-Preis ausgezeichnet. Im Oktober 2014 wurde ein Asteroid nach ihm benannt, (27178) Quino.

## Werke
- Bien Gracias ¿Y usted? (Danke, gut. Und Ihnen?)
- A la buena mesa (Am guten Tisch)
- Ni arte ni parte (Habe nichts damit zu tun)
- Déjenme inventar (Lassen Sie mich erfinden)
- Quinoterapia (Quinotherapie)
- Gente en su sitio (Leute an ihrem Platz)
- Sí, cariño (Ja, Liebster)
- Potentes, prepotentes e impotentes (Mächtige, Übermächtige und Ohnmächtige)
- Humano se nace (Menschlich wird man geboren)
- Yo no fui (Ich war’s nicht)
- ¡Qué presente impresentable! (Welch unvertretbare Gegenwart)
- Que mala es la gente (Wie schlecht die Leute sind)
- Cuanta bondad (Soviel Güte)
- A mí no me grite (Schreien sie mich nicht an)